# Carretera d'Inca
La Ma-13a o carretera d'Inca (antiga C-713) és la principal carretera de l'illa de Mallorca que uneix les localitats de Palma i Inca (Mallorca). Al seu pas per Palma s'anomena carrer d'Aragó, si bé és freqüent d'anomenar-lo pel nom de la carretera. La dècada de 1990 es va construir l'autopista Ma-13, que fa el mateix recorregut i ara és la principal connexió entre ambdues localitats. Abans que es construís l'autopista, la carretera arribava fins a Alcúdia, però ara el tram que va d'Inca a Alcúdia rep el mateix nom que l'autopista, i està desdoblat solament d'Inca a la Pobla.
Passa per les localitats de Palma, el Pont d'Inca, Santa Maria del Camí, Consell, Binissalem i Inca.